# Попов, Андрей Владимирович (историк)
Андрей Владимирович Попов (род. 6 апреля 1962, Жагань, Любушское воеводство) — российский историк-архивист. Кандидат исторических наук.

## Биография
Родился 6 апреля 1962 года в городе Жагань в Польше.
Окончил факультет радиорелейной, тропосферной и космической связи Кемеровского высшего военного командного училища связи. В 1984—1989 годах был начальником связи войсковой части, расположенной в посёлке Краскино Хасанского района Приморского края. В 1989 году уволился из вооружённых сил и поступил на дневное отделение факультета архивного дела Московского государственного историко-архивного института. В 1994 году закончил его и стал аспирантом Историко-архивного института РГГУ.
Через год после окончания аспирантуры, в 1998 году защитил кандидатскую диссертацию на тему «Документы российской эмиграции в архивах Москвы. Проблемы: выявления, комплектования, описания и использования» под руководством профессора Е. В. Старостина.
В 1995—1999 годах трудился в Центре эмигрантских и белогвардейских фондов Государственного архива Российской Федерации. В 1997 году возглавил им же созданный Центр по изучению Русского зарубежья в рамках Института политического и военного анализа. С 2004 года был преподавателем Историко-архивного института РГГУ. Руководил магистерской программой «История Русской Православной Церкви». Участвовал в международных научных форумах по истории русского зарубежья в Белграде, Варне, Владивостоке, Варшаве, Кемерово, Нью-Йорке, Москве, Санкт-Петербурге, Софии, Токио и др. Автор более 200 монографий, учебников и научных статей.
В 1998 году А. В. Попов опубликовал монографию «Русское зарубежье и архивы. Документы российской эмиграции в архивах Москвы: проблемы выявления, комплектования, описания и использования». На основе критического анализа источников, А. В. Попов предпринял попытку показать изучение истории формирования архивов российской эмиграции.
Андрей Владимирович Попов известен не только как исследователь темы русского зарубежья, Православия за рубежом и архивной россики, но и как редактор и издатель. Редактор серии книг «Материалы к истории русской политической эмиграции». Многие мемуары представителей российской эмиграции была впервые изданы и введены в научный оборот благодаря деятельности А. В. Попова. Среди них воспоминания: Сизимунда Дичбалиса, протоиерея Димитрия Константинова, Ф. М. Легостаева, Николая Александровича Троицкого, Екатерины Сафроновой, К. Ф. Штеппы, Дж. Ю. У. Фишера, В. Г. Фурсенко и др.
Профессор А. А. Корнилов писал: "Подводя итог анализу серии Материалы к истории русской политической эмиграции, отметим, что начало её в 1994 г. было довольно скромным, первая книга о фонде Н. А. Троицкого составила всего 96 страниц. Однако, в последующие 12 лет в свет вышли объёмистые, очень интересные и ценные для российской науки и общественного сознания документальные сборники, архивные путеводители, описания архивных фондов, мемуары, исследования самих представителей политической эмиграции. Одной из характерных черт серии является её разноплановость. Публиковались сборники документальных материалов, воспоминания, исследования, объединённые одной большой сквозной темой: история русского зарубежья в XX в..
В 2001 году А. В. Поповым была подготовлен и издан труд, посвящённый 50-летию Архива Русской и восточно-европейской культуры Колумбийского университета. Эта работа была представлена в Нью-Йорке на конференции посвящённой юбилею архива. Сборник вызвал большой общественный и научный резонанс, не только в США, но и в России.
В 2005 году в издательстве Института политического и военного анализа (ИПВА) была опубликована монография зарубежья Андрея Владимировича Попова «Российское православное зарубежье: история и источники. С приложением систематической библиографии». Монография продолжила серию публикаций А. В. Попова «Материалы к истории русской политической эмиграции», привлекающую внимание специалистов введением в оборот обширного комплекса малоизвестных и неизвестных ранее источников. Книга А. В. Попова посвящена российскому православному зарубежью и его месту в истории России. «Российское православное зарубежье» понимается автором как совокупность автономных, автокефальных и других православных церквей, имеющих историческую или каноническую связь с Русской Православной Церковью, а также зарубежные экзархаты, приходы и другие организации РПЦ Московского Патриархата, находящиеся за пределами России. Попов попытался воссоздать целостную историю российской православной диаспоры, осмыслить её сегодняшнее состояние и причины, вызвавшие в XX в. отделение от Русской Православной Церкви её бывших зарубежных епархий, миссий и других частей. Автор подробно рассматрел деятельность православных миссий РПЦ за рубежом, подчеркнул институциональный характер взаимодействия русского православия и Русской Православной Церкви с другими культурами. Во второй главе сделан краткий, но достаточно подробный и содержательный обзор коллекций в наиболее значимых архивах русского православного зарубежья в России и в других странах. Представлен анализ архивного наследия и опубликованных документов российского православного зарубежья. Российские исследователи новейшей истории Зарубежной Церкви хорошо знакомы с фондом Архиерейского Синода РПЦЗ в ГА РФ. Однако подробное описание фонда принадлежит именно Попову. Особенно ценной является характеристика коллекций документов из фондов митрополита Евлогия, А. В. Карташева, протоиерея Петра Булгакова, священника Иннокентия Серышева и многих других. В его исследовании российской православной диаспоры на всем протяжении ее истории впервые всесторонне представлен весь процесс исторической эволюции зарубежных частей РПЦ, изменения их церковно-административного положения и отношения к православным церквям.
Будучи руководителем Центра по изучению русского зарубежья, Попов один из первых организовал в глобальной сети веб-страницу, посвящённую теме Русского зарубежья. Благодаря его посредничеству многие документы по истории эмиграции были переданы на хранение в Государственный архив Российской Федерации и стали доступными для российских исследователей.
Читает курсы лекций по следующим предметам: Архивоведение, Архивная эвристика, Методология научного исследования, Государственные, муниципальные и ведомственные архивы, История Русской Православной Церкви, Актуальные проблемы исследований по истории РПЦ, Историография истории РПЦ, Источниковедение истории РПЦ, История РПЦ за рубежом, Архивы РПЦ, Церковное управление в России — история и современность, Церковная россика в зарубежных архивах, Архитектура и символика православного храма, История российского православного зарубежья и др.
Под его руководством было защищено более 100 дипломных работ и магистерских диссертаций, посвящённых истории Церкви, русского зарубежья и архивной россики. Более 25 лет преподавая в Историко-архивном институте, он стал организаторам и руководителем первой в истории России магистерской программы «История Русской Православной Церкви».
Андрей Владимирович Попов является автором многочисленных учебников, учебных пособий, монографий и статей в ведущих научных журналах. Его оригинальная теория формирования архивной россики, оказала значительное влияние на развитие отечественного архивного дела и архивоведения.

## Сфера научных интересов
- Архивоведение
- Архивная россика
- Архивы и архивное дело Русской Православной Церкви
- История русского зарубежья
- Российское православное зарубежье

## Избранные труды

#### Монографии и книги
- Архивная россика в отечественных и зарубежных архивах: Учебное пособие / Отв. ред. Т. И. Хорхордина. — М.: РГГУ, 2019. — 175 с.
- Архивоведение: зарубежная россика: учебник для бакалавриата и магистратуры 2-е издание / А. В. Попов. — М.: Издательство Юрайт, 2019. — 168 с. — (Серия: Бакалавр и магистр. Модуль)
- Архивоведение. Зарубежная россика: учебник для СПО / А. В. Попов. — М.: Издательство Юрайт, 2018. — 168 с.
- Российское православное зарубежье: История и источники. С приложением систематической библиографии. — М.: ИПВА, 2005. — 619 с.
- Русское зарубежье и архивы. Документы российской эмиграции в архивах Москвы: проблемы выявления, комплектования, описания и использования / Материалы к истории русской политической эмиграции Вып. IV. — М.: ИАИ РГГУ, 1998—392 с.
- Фонд Н. А. Троицкого в ГА РФ. Опыт архивного обзора / Материалы к истории русской политической эмиграции. Вып. 1. — М.: ИАИ РГГУ, 1994. — 96 с.
- Российское православие за рубежом: Библиографический указатель литературы и источников: 1918—2006 / Автор-составитель. А. В. Попов. — М.: ИПВА, 2007. — 630 с. — (Материалы к истории русской политической эмиграции; Вып. 12).
- Россика в США: Сборник статей / Ред. А. В. Попов (Материалы к истории русской политической эмиграции; вып. 7) — М.: Институт политического и военного анализа, 2001. — 352 с.
- Хорхордина Т. И., Попов А. В. Архивная эвристика. Учебник для вузов. — Коломна: Издательский Дом «Серебро», 2014. — 318 с.
- Хорхордина Т. И., Попов А. В. Архивная эвристика: учебник. — 2-е изд., испр. и доп. / Под ред. Е. И. Пивовара. — М.: РГГУ, 2015. — 294 с.
- Хорхордина Т. И., Попов А. В. Архивная эвристика: учебник. — 3-е издание. / Под ред. Е. И. Пивовара. — М.: РГГУ, 2018. — 294 с.

#### Статьи
- Personal Papers of Russian Émigrés in the in the State Archive of the // Tracking a Diaspora Émigrés from and in the Repositorie. — , : The Information Press, 1996. — p. 153—164
- Русские архивы и музеи в США // Вопросы истории. — 1999 — № 6. — С. 118—124
- Русская диаспора в Синьцзян-Уйгурском автономном районе Китая // Национальные диаспоры в России и за рубежом в XIX—XX вв. — М.: Институт российской истории России РАН, 2001. — С. 194—201
- Архивное наследие А. И. Герцена на родине и за рубежом // Герценовские чтения VIII: Материалы Всероссийской научной конференции. — Киров, 2002. — С. 6-12
- Военные музеи и архивы русского зарубежья // Вестник архивиста. — 2003. — № 2 — С. 209—223
- Русское зарубежье и зарубежная архивная россика // Новый журнал. = New Review. — Нью-Йорк. — 2003. — № 230. — С. 217—245
- Архивные собрания Православной церкви в Америке: история и современность // Отечественные архивы. — 2003. — № 6. — С. 42-45
- Церковные периодические издания // Новый журнал. = New Review. — Нью-Йорк. — 2004 — № 236. — С. 191—213
- Джордж Фишер — странный странник или пять раз по четыре // Берега. Информационно-аналитический сборник о «Русском зарубежье». — СПБ.: ИКЦ «Русская эмиграция» — 2004. — № 3. — С. 25-30
- Мюнхенский институт по изучению истории и культуры СССР и «вторая волна» эмиграции // Новый исторический вестник. — М.: РГГУ. — 2004. — № 1 (10). — С. 54-70
- Мемуары русских зарубежных иерархов и священников // Новый журнал = New Review. — Нью-Йорк. — 2005 — № 240. — С. 234—275
- История русского зарубежного православия в отечественных и зарубежных архивах // Архивы Русской Православной Церкви: пути из прошлого в настоящее (Труды Историко-Архивного Института Т. 36). — М.: РГГУ, 2005. — С. 130—150
- Архивное наследие зарубежного православия // Новый журнал = New Review. — Нью-Йорк. — 2005 — № 239. — С. 158—173
- Зарубежные библиотеки Русской Православной Церкви // Новый журнал = New Review. — Нью-Йорк. — 2006 — № 245. — С. 263—275
- Personal Papers of Russian Émigrés in the in the State Archive of the // Slavic & East European Information Resources. — 2006. — Vol. 7, no. 2/3. — р. 153—164
- Тема советского ГУЛага в освещении эмигрантских авторов // Библиография. Научный журнал. — 2007. — № 2. — С. 84-88
- Несостоявшийся поход в Индию: атаман Борис Владимирович Анненков и его отряд в Синьцзяне // Вестник ПСТГУ. Серия II. История. — 2007. — № 1. — С. 7-20
- Архитектурное наследие русского зарубежья: русское православное зодчество за рубежом / Научный совет по историко-теоретическим проблемам искусствознания ОИФН РАН; Государственный институт искусствознания НИИ теории и истории изобразительных искусств РАХ // Художественная культура русского зарубежья: 1917—1939. Сборник статей. — М.: Индрик, 2008. — С. 235—253
- Erzpriester Dimitrij Konsantinov — ein russischer Priester in Deutschland und Amerika / Andrej Popov // Ost und West in Buch und Bibliothek : Festschrift fur Horst Rohling / Hrsg. von Gottfried Kratz. — Frankfurt am Main [etc.] : Peter Lang, 2015. — S. 191—200
- Русское зарубежье и архивная россика в цифровой среде // Гуманитарные исследования и цифровая среда: Наука и практика. Сборник научный трудов. — СПб.: Президентская библиотека, 2019. — С. 129—142
- Историк Русской Православной Церкви Владимир Степанович Русак: жизнь и творческое наследие // Макарьевские чтения: материалы четырнадцатой международной научно-практической конференции (24-26 октября 2019 года) / Отв. ред. Ф. И. Куликов. — Горно-Алтайск: БИЦ ГАГУ, 2019. — С. 178—191
- Историко-архивный институт и традиции изучения истории и архивов Русской Православной Церкви: магистерская программа «История Русской Православной Церкви» // Теология и образование. 2019. Ежегодник Научно-образовательной теологической ассоциации. — М.: НИЯУ МИФИ, 2019. — С. 149—157
- Теоретико-методологические аспекты исследований российского зарубежья и феномена эмиграции // Эмиграция как текст культуры: историческое наследие и современность: сборник научных статей. — Будапешт: Изд-во Selmeczi Bt.; Киров : ООО «Издательство „Радуга-Пресс“», 2020. — С. 7-21
- Культурная и документальная память: соотношение свойства и актуализация // Уральский историко-архивный форум. Материалы Всероссийского научного форума с международным участием, посвященного 50-летию историко-архивной специальности в Уральском федеральном университете. Екатеринбург, 11-12 сентября 2020 г. — Екатеринбург: Изд-во Урал. ун-та, 2020. — С. 429—436
- История Русской Православной Церкви и архивная эвристика // Макарьевские чтения : Материалы XVI международной научно-практической конференции, Горно-Алтайск, 23-24 сентября 2021 года / Отв. редактор В. Г. Бабин. — Горно-Алтайск: Горно-Алтайский государственный университет, 2021. — С. 230—244.
- Архивные параллели: документы по истории ди-пи в Гуверовском институте войны, революции и мира и Государственном архиве Российской Федерации // Дипийцы: материалы и исследования / Отв. ред. П. А. Трибунский. — М.: Дом русского зарубежья им. А. Солженицына, 2021. — С. 263—268
- Русское зарубежье: мифы и реальность индивидуальной, социальной и культурной памяти / А. В. Попов // Нансеновские чтения 2020 : IX Международная научная конференция «Русское зарубежье: мифы и реальность. Исторические рубежи», Санкт-Петербург, 12–14 ноября 2020 года. – Санкт-Петербург: Северная звезда, 2022. – С. 422-432.
- Церковная архивная россика: история Русской Православной Церкви в документах отечественных и зарубежных архивов / А. В. Попов // Макарьевские чтения : Материалы XVII международной научно-практической конференции, Горно-Алтайск, 23–24 сентября 2022 года / Редакционная коллегия: ответственный редактор: Бабин В.Г., технический редактор: Куликов Ф.И. – Горно-Алтайск: Горно-Алтайский государственный университет, 2022. – С. 219-234.